# المدفعية المرتجلة في الحرب الأهلية السورية
المدفعية المرتجلة في الحرب الأهلية السورية هي أسلحة نارية مرتجلة تصنعها وتستخدمها فصائل الحرب الأهلية السورية، خصوصاً قوات المعارضة السورية. وتشمل الأسلحة مدفع جهنم ومشتقاته ومدفع الرعد ومدفع الهاون. لقد تم انتقاد هذه الأسلحة لكونها غير دقيقة.

## المدافع الجهنمية

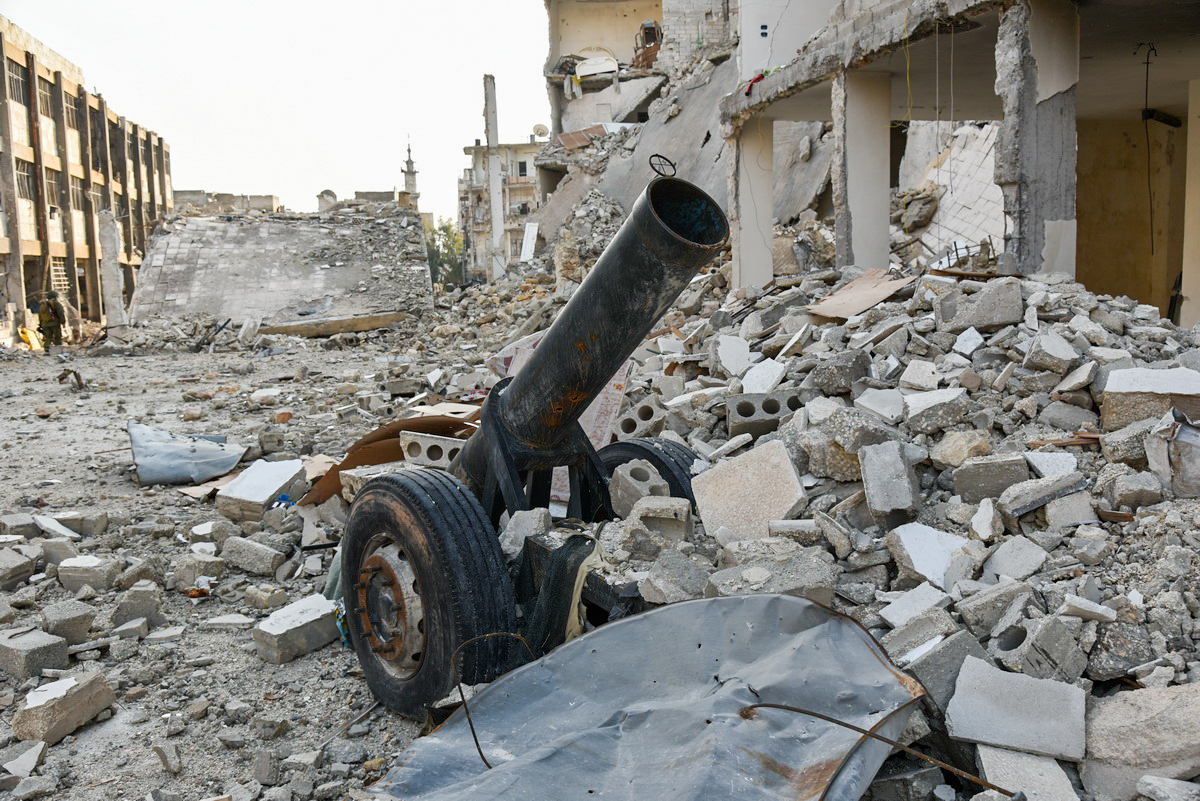
مدفع جهنمي عثر عليه بعد معركة حلب في ديسمبر 2016.

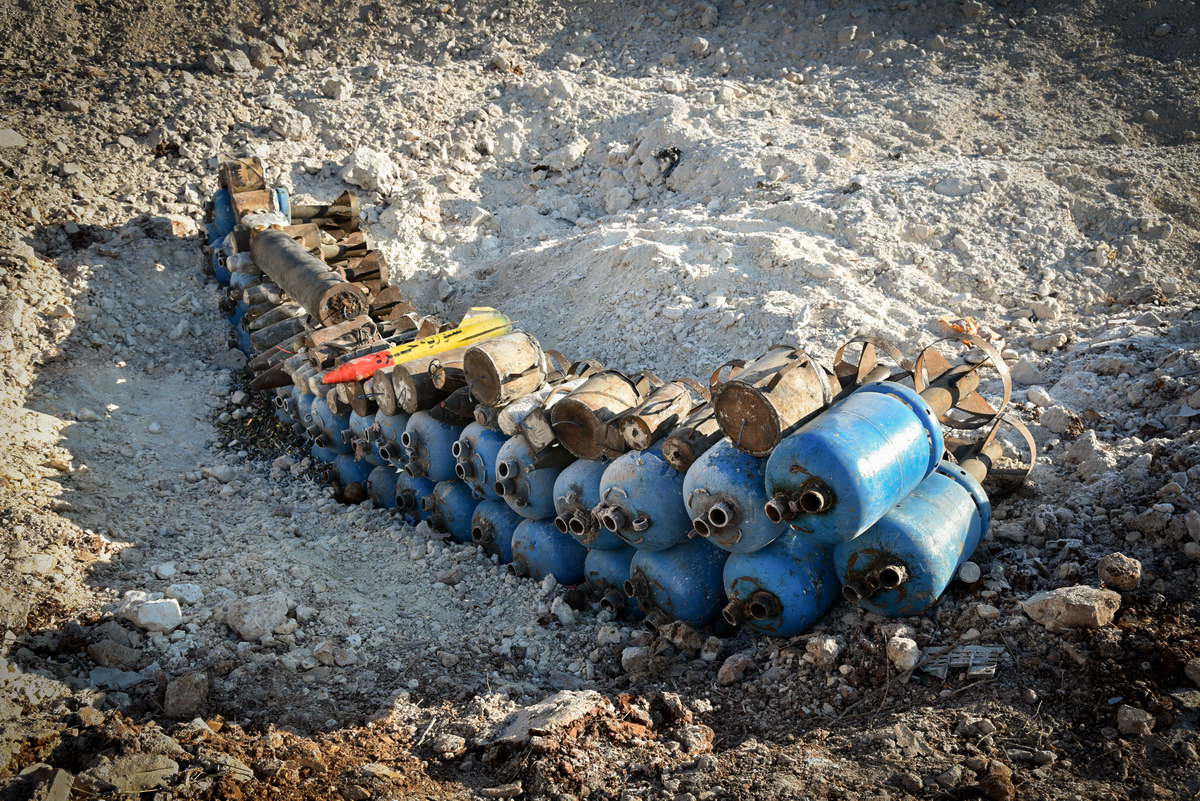
مجموعة من القذائف وقذائف الهاون المرتجلة في حلب في ديسمبر 2016.

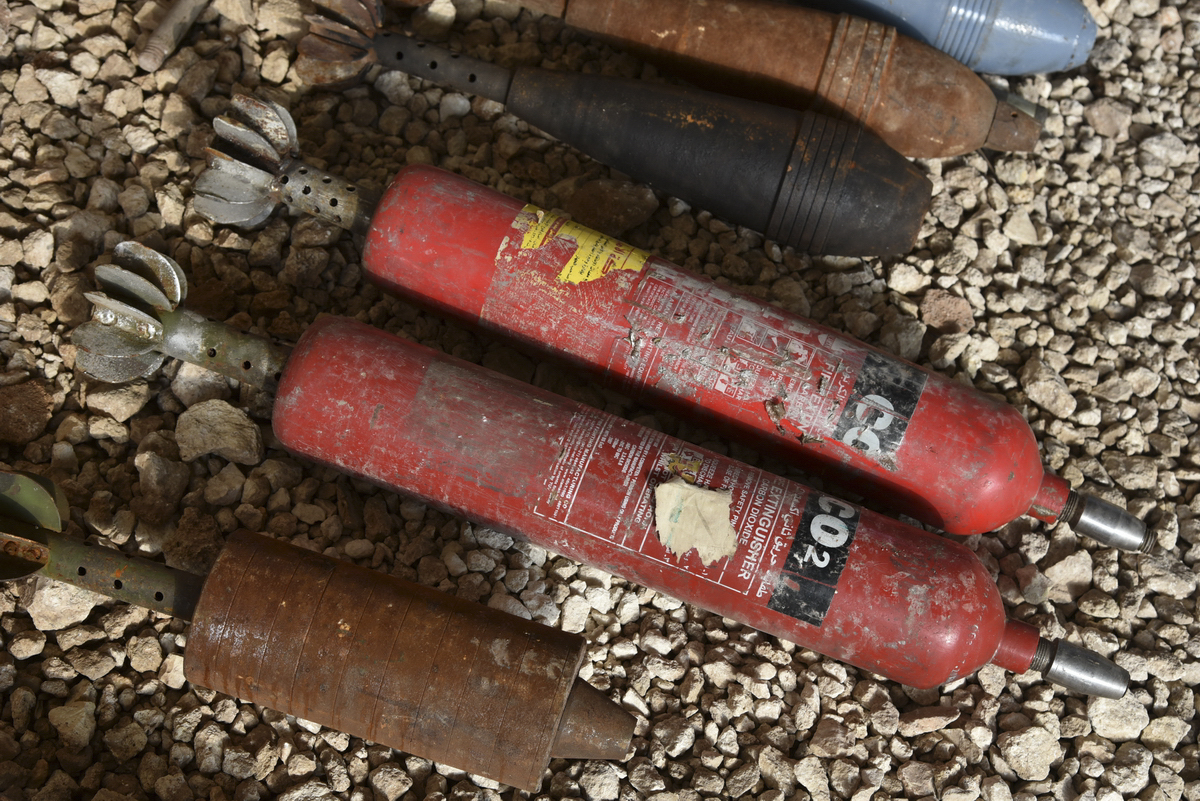
عُثر على مصنع للقذائف الهاون المرتجلة في حلب.

مدفع جهنم هو اسم عام يستخدم لوصف فئة من الهاون (تشبه الأسلحة النارية المرتجلة) استُخدمت من قبل الجماعات المسلحة خلال الحرب الأهلية السورية، ولا سيما في حلب. لوحظ لأول مرة في عام 2013 وقد ظهرت العديد من متغيرات على المدفع محلية الصنع في سوريا منذ ذلك الحين.

### التاريخ
تم تصنيع مدفع جهنم لأول مرة في عام 2012 في ريف إدلب من قبل جماعة لواء التوحيد المتمردة. لقد تم تصميمه خصيصًا لقصف بلدة الفوعة. وتم تصنيعه في مصنع مملوك لشركة أبو عدنان الإدلبي في بلدة بنش. انتقل تصنيع المدفع إلى حلب بعد أن استولى خالد الحياني -قائد لواء شهداء بدر- على التصميم. لاحظته الصحافة لأول مرة في مايو 2013، بواسطة ألين هيغينز.
تم تصنيع مدفع جهنم ومشتقاته من قبل عناصر من الجيش السوري الحر في حلب وحولها في شركات تصنيع مُخصصة تمتلك الأدوات والمواد المتاحة. نظرًا لأن تنظيم الدولة الإسلامية قد أصبح أكثر قوة في المنطقة، فقد تفاوض أعضاؤه مع صانعي الأسلحة المحليين لصنع المقذوفات وبدأت مصانع الأسلحة التقليدية بالظهور. انتقل بعض صانعي الأسلحة إلى الباب ومنبج بعد طرد داعش من حلب. كان أشهرهم عبده الحريتاني، الملقب بـ "كارو الأرمني".

وفقًا للصحفي باسل ديوب في جريدة الأخبار: 
على الرغم من أنه اختُرع في محافظة إدلب، إلا أن مدفع جهنم كان يُستخدم بشكل أساسي في حلب أثناء الحرب الحضرية في المدينة. يتطلب المدى المتوسط للمدافع (حوالي 1.5 كيلومتر) أن يكون الهدف في مكان قريب، ولكن أيضًا لإبقاء المدافع مخفية عن نيران البطارية المضادة نظرًا لكونها غير مدرعة. وبالتالي فإن هذا المدفع ضعيف في الريف المفتوح. في المدن، يؤدي القتال الدائر في مساحة مُغلقة والقدرة على الاختباء خلف الجدران والمباني، إلى منح هذه المدافع أفضلية في القتال.

### المتغيرات

#### مدفع جهنم
يتكون المدفع البرميلي من 3 سيقان طويلة، موضوعة فوق عجلات، بحيث يتم سحبها لإطلاق المقذوف من الفوهة. يوضع المسحوق المتفجر، مثل نترات الأمونيوم، في فوهة المدفع، ويكون محشو بعصا خشبية.
تكون القذيفة عبارة عن اسطوانة غاز معاد تشكيلها مملوءة بالمتفجرات والشظايا (الحمولة)، تكون ملتحمة بأنبوب معدني (الذيل) طوله 2 قدم حول نفس محيط فوهة المدفع. يتم إدخال كامل الذيل في الفوهة، فيتشكل جسم محكم داخل المدفع. تبقى الحمولة خارج الفوهة ولكن تكون معلقة بالذيل الموحود في الداخل. عندما يتم إطلاق المدفع، تأخذ قوة الانفجار المسار الأقل مقاومة إذ تدفع القذيفة نحو الهدف بسرعة عالية. تضمن زعانف القذيفة التي توجد ضمن الذيل، عدم تعثر الأسطوانة وتُحافد على استقرار مسارها.
تزن القذيفة ما يصل إلى 88 رطلاً ويكون ثلاثة أرباع وزنها من المتفجرات. يقال إن القذيفة تصل إلى بعد 1.5 كيلومتر.
يُعتقد أن هناك 20 مدفعًا اعتبارًا من ديسمبر 2014.

#### الاختلاف غير المسمى #1
يستخدم التباين (حتى الآن) غير المسمى قذيفة مشابهة لمدفع الجحيم (اسطوانة غاز زرقاء) ولكن زعانف الذيل تشكل قاعدة مسطحة. يتم إدخال المقذوف بأكمله في مدفع أكبر، وهو القطر الأقصى للقذيفة.

#### مدفع جحيم
تبع مدفع جهنم مدفع جحيم في عام 2013. يمكن لهذا النموذج إطلاق ذخائر كبيرة مثل سخانات المياه أو أسطوانات الأكسجين التي تزن 661 رطلًا. تم استخدامه لأول مرة في حي الأشرفية في حلب، وكان يستخدم أيضا لمهاجمة قلعة حلب.

#### مدافع جحيم متعددة البراميل

##### مدفع الجحيم الرباعي
أطلق مدفع جحيم رباعي أربعة مدافع جحيم في وقت واحد. ومع ذلك، قيل إن النموذج لم يعد مصنعا بعد أن قصفته طائرة هليكوبتر عسكرية أثناء معركة أرض الحمرا. ومع ذلك، أظهر فيديو في أبريل 2015 مدفع جحيم رباعي يستخدم من قبل الجبهة الشامية في محافظة حلب، في قرية باشكوي. تم تركيبه على جرافة محملة من الأمام.

##### مدفع جحيم البريج
في مارس 2015، ظهر مدفع جحيم من 7 براميل. أطلق عليه اسم البريج على اسم مخيم للاجئين الفلسطينيين في غزة.

## مدفع الرعد
في أبريل 2015، أصبح هناك دليل تصويري على مدفع الرعد متاحا. المقذوف غلاف قذيفة فارغ من عيار 100 ملم من دبابة تي-55 تم إعادة إستخدامها.

## مدفع هاون
في أبريل 2015، عرضت الفرقة 16 في حلب شريط فيديو لهم باستخدام مدفع رشاش أطلق قذيفة هاون. الأنبوب المعدني مع طرف واحد مغلق هو برميل المدفع. المقذوف هو قذيفة هاون مصنعة في مصنع. توضع الصاصة في البرميل وتوضع أفقيا مثل فتح نافذة. وعند إطلاقه، يطير البراميل غير المربوطة إلى الوراء من إرتداد قذيفة الهاون.

## مدفع الهواء المضغوط
في يونيو 2015، تم نشر فيديو عبر الإنترنت يعرض مدفعًا هوائيًا كبيرًا مضغوطًا في درعا تقوم بتشغيله أحرار الشام.

## صاروخ مرتجل
تستخدم أنواع جديدة من قذائف الهاون المدعومة بالصواريخ، بما في ذلك مدافع هاون بركان المرتجلة التي بمساعدة الصواريخ وصواريخ الفيل، خلال الحرب الأهلية السورية من قبل المتمردين والحكومة.